# Floresta temperada de coníferas

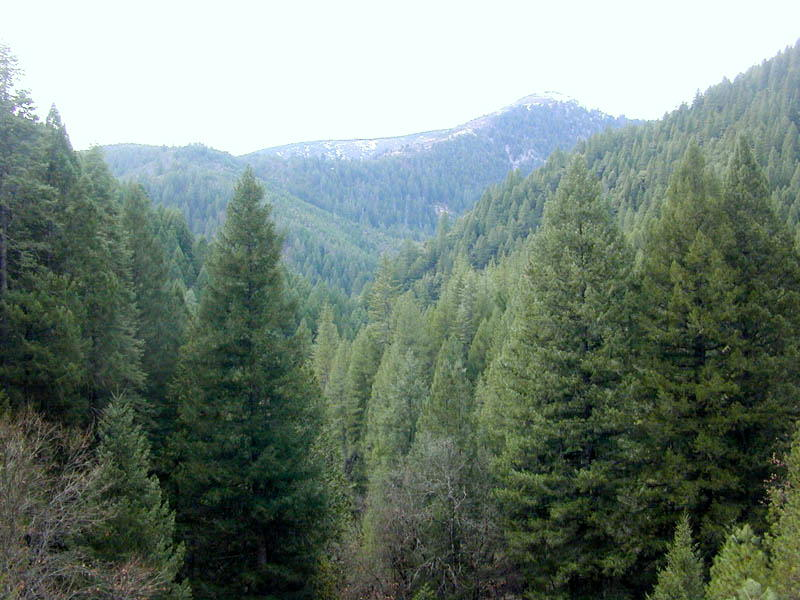
Floresta de coníferas na cordilheira de Sierra Nevada, no norte da Califórnia.

A floresta temperada de coníferas é um bioma terrestre definido pelo World Wide Fund for Nature. As florestas temperadas de coníferas são encontradas predominantemente em áreas com verões quentes e invernos frios, e variam em seus tipos de vida vegetal. Em alguns, as árvores de folha de agulha dominam, enquanto outros abrigam principalmente árvores perenes de folha larga ou uma mistura de ambos os tipos de árvores. Um tipo de habitat separado, as florestas tropicais de coníferas, ocorre em climas mais tropicais.
As florestas temperadas de coníferas são comuns nas áreas costeiras de regiões com invernos amenos e chuvas fortes, ou no interior em climas mais secos ou áreas montanhosas. Muitas espécies de árvores habitam essas florestas, incluindo pinheiros, cedros, abetos e sequóias. O sub-bosque também contém uma grande variedade de espécies herbáceas e arbustivas. As florestas temperadas de coníferas sustentam os mais altos níveis de biomassa em qualquer ecossistema terrestre e são notáveis por árvores de proporções maciças em regiões de floresta tropical temperada.
Estruturalmente, essas florestas são bastante simples, consistindo em 2 camadas geralmente: um super-bosque e um sub-bosque. No entanto, algumas florestas podem suportar uma camada de arbustos. As florestas de pinheiros sustentam uma camada herbácea do solo que pode ser dominada por gramíneas e forbes que se prestam a incêndios florestais ecologicamente importantes. Em contraste, as condições úmidas encontradas nas florestas tropicais temperadas favorecem o domínio de samambaias e algumas forbes.
Comunidades florestais dominadas por árvores enormes (por exemplo, sequoia gigante, Sequoiadendron gigantea; sequóia, Sequoia sempervirens), fenômenos ecológicos incomuns, ocorrem no oeste da América do Norte, sudoeste da América do Sul, bem como na região da Australásia em áreas como sudeste da Austrália e norte da Nova Zelândia.
A ecorregião Klamath-Siskiyou do oeste da América do Norte abriga assembleias diversas e incomuns e exibe notável endemismo para vários táxons de plantas e animais.
| Floresta Temperada de coníferas Paleártica                               | Floresta Temperada de coníferas Paleártica             |
| ------------------------------------------------------------------------ | ------------------------------------------------------ |
| Floresta alpina de coníferas e mista                                     | Áustria, França, Alemanha, Itália, Eslovénia, Suíça    |
| Estepe arborizada e floresta montanhosa de Altai                         | China, Cazaquistão, Mongólia, Rússia                   |
| Floresta de coníferas da Caledónia                                       | Reino Unido                                            |
| Floresta de coníferas de montanha dos Cárpatos                           | República Checa, Polónia, Roménia, Eslováquia, Ucrânia |
| Floresta de coníferas das Montanhas Hinggan-Dzhagdy                      | China, Rússia                                          |
| Floresta de coníferas de montanha do leste do Afeganistão                | Afeganistão, Paquistão                                 |
| Estepe arborizada da cordilheira Elburz                                  | Irão                                                   |
| Floresta de Coníferas da Montanha Helanshan                              | China                                                  |
| Floresta de Coníferas Subalpinas das Montanhas Hengduan                  | China                                                  |
| Floresta de Coníferas da Montanha Hokkaido                               | Japão                                                  |
| Floresta de Coníferas Alpinas de Honshū                                  | Japão                                                  |
| Floresta de Coníferas das Montanhas Khangai                              | Mongólia                                               |
| Floresta de coníferas e florestas mediterrânicas mistas                  | Argélia, Marrocos, Espanha, Tunísia                    |
| Floresta de coníferas subalpinas do nordeste dos Himalaias               | China, Índia, Butão                                    |
| Floresta de coníferas e de folha caduca do norte da Anatólia             | Turquia                                                |
| Floresta Alpina Mista e de Coníferas do Desfiladeiro de Nujiang Langcang | China                                                  |
| Floresta de Coníferas das Montanhas Qilian                               | China                                                  |
| Floresta de Coníferas de Qionglai–Minshan                                | China                                                  |
| Floresta de Coníferas das Montanhas Sayan                                | Mongólia, Rússia                                       |
| Floresta de coníferas costeiras escandinavas                             | Noruega                                                |
| Floresta de Coníferas das Montanhas Tian Shan                            | China, Cazaquistão, Quirguistão                        |